# 啟德大道公園
啟德大道公園（英語：Kai Tak Avenue Park）是配合啟德發展計劃在啟德站東北面興建的一座大型公園，公園面積約3.5公頃，於2021年12月6日連同啟德車站廣場一期一同開放啟用。公園位於舊啟德機場北停機坪範圍內。